# Poluška
Poluška s nadmořskou výškou 920 m n. m. je horou v Českokrumlovské vrchovině, která je součástí Šumavského podhůří. Leží 6 km severozápadně od Kaplice, v katastrálním území Zahrádka obce Rožmitál na Šumavě.
Na vrcholu Polušky je umístěna základnová převodní stanice radiotelefonní sítě firmy O2, která hostí dva VKV programy, komerční Hitradio Faktor a veřejnoprávní Vltavu. Její 50 m vysoký stožár s patou 914 m n. m. není veřejnosti přístupný, v jeho okolí však lze nalézt několik průhledů lesem do údolí Kaplické brázdy, jejíž osu tvoří řeka Malše a která odděluje Šumavu (v širším smyslu) a Novohradské hory.